# Orchésographie

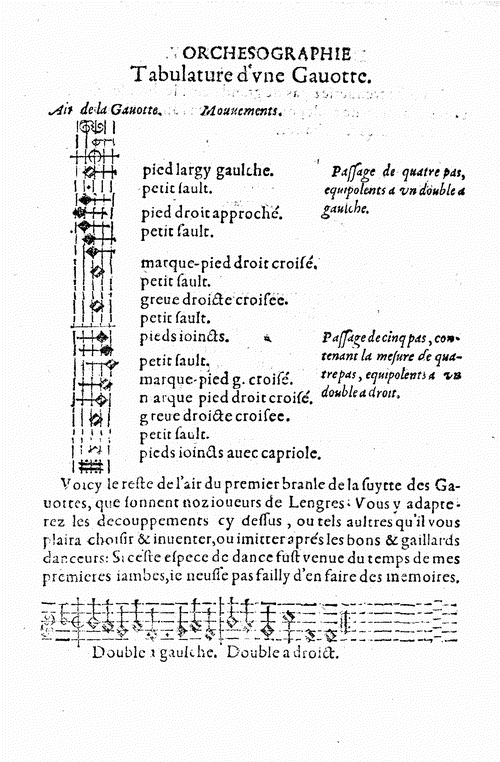
Una pàgina del manual

Orquestografia (de títol original, en francès, Orchesographie et traicté en forme de dialogue par lequel toutes personnes peuvent facilement apprendre & practiquer l'honneste exercice des dances, més conegut com a, simplement, Orchésographie) va ser un tractat o manual de dansa escrit en 1589 pel saderdot jesuita Thoinot Arbeau. En ell apareix per primera vegada la paraula "orquestografia" (de "orquesto", dansa; i "grafia", escriptura) que es considera precedent del mot "coreografia".
Va tenir una reedidió póstuma en 1596 i nombroses reedicions i reimpressions entre 1878 i 1988. Inclou informació sobre balls i danses de França i altres llocs europeus, indicant quin pas executar a quin instant precís, seguint la partitura musical d'una cançó. És també el primer manual publicat per a tocar el tambor que es coneix al món.
Aquest manual dona informació crítica sobre el capteniment als salons de ball i sobre la necessària interacció entre els músics i els balladors. Conté molts gravats tant de balladors com d'instrumentistes i inclou també gràfics amb nombroses explicacions dels passos de dansa posats en paral·lel amb la partitura, una innovació important en el camp de la notació de la dansa.